# Paraclius germanus
Paraclius germanus är en tvåvingeart som beskrevs av Octave Parent 1935. Paraclius germanus ingår i släktet Paraclius och familjen styltflugor. Inga underarter finns listade i Catalogue of Life.